# 헬레네 베르그숄름
헬레네 네우스트달 베르그숄름(노르웨이어: Helene Naustdal Bergsholm, 1992년 7월 20일 ~ )은 노르웨이의 배우이다.

## 경력
송노피오라네주 푀르데에서 태어났으며, 2008년부터 2011년까지 하프스타 중등학교를 다녔다. 이후 1년 간 예렌의 민중고등학교에서 사진술을 공부했으며, 베스테르달 소통 학교에서 미술과 연출을 전공했다.
2011년부터 배우 활동을 시작하였으며, 올레우그 닐센의 소설을 영화화한 《너무 밝히는 소녀 알마》의 여주인공인 알마를 연기하였다. 이 영화로 2012년 아만다상 여우주연상 후보에 오르기도 했다.